# Лесгафт, Пётр Францевич
Пётр Фра́нцевич Ле́сгафт (8 (20) сентября 1837, Санкт-Петербург, Российская империя — 28 ноября (11 декабря) 1909, Каир, Египетский хедиват) — российский биолог, врач-анатом, антрополог, педагог и прогрессивный общественный деятель. Известен как создатель теоретической функциональной анатомии в палеонтологии и научной системы физического воспитания.

## Биография

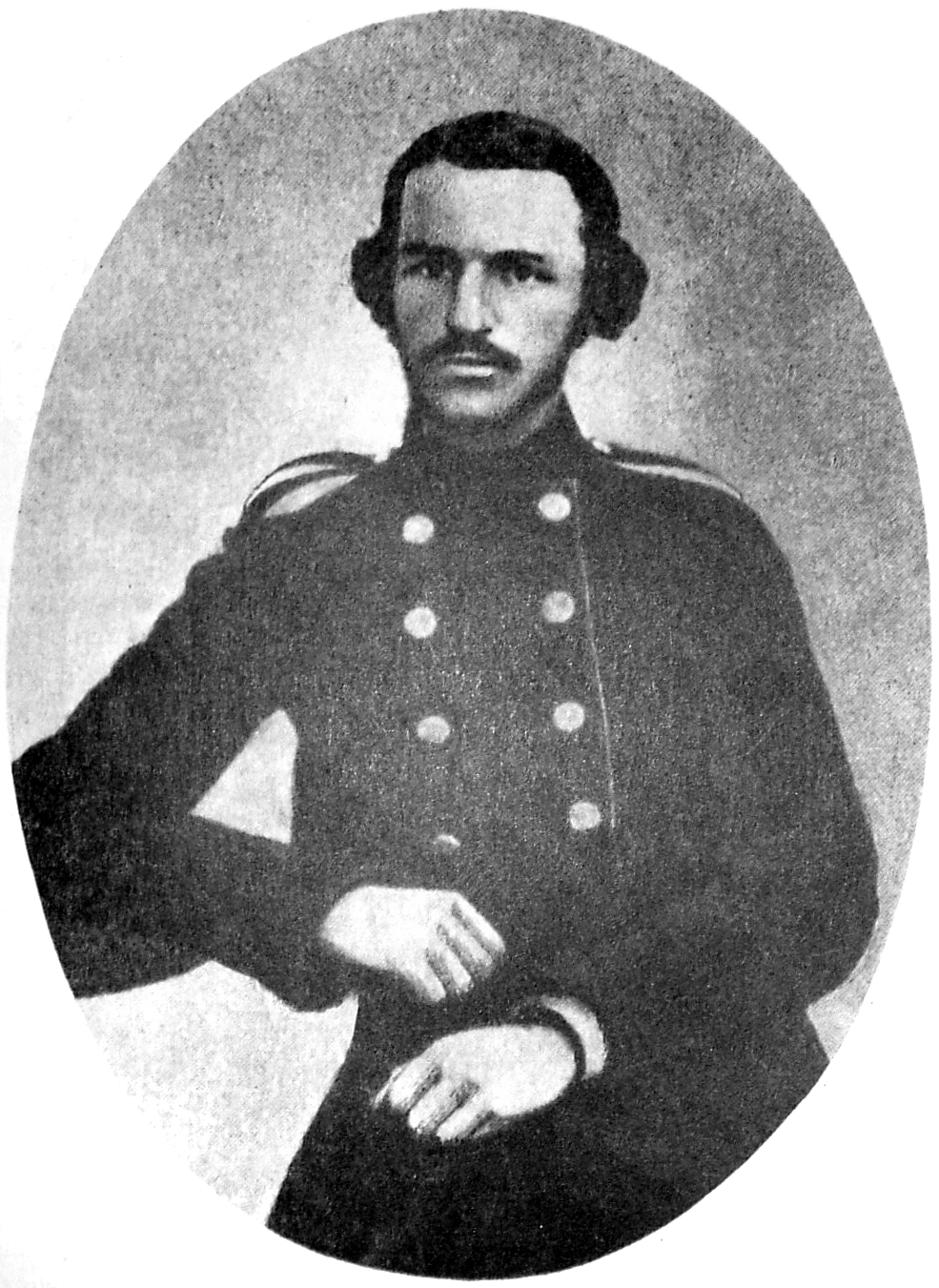
П. Ф. Лесгафт — студент медико-хирургической академии, 1860

Родился 8 (20) сентября 1837 года в Санкт-Петербурге в семье немецких евреев-выкрестов, ювелира, члена Цеха золотых художеств Иоганна Петера Отто Лесгафта и его жены Генриетты Луизы. Отец числился купцом 3-й гильдии, был владельцем небольшой ювелирной лавки.
Получил начальное домашнее образование. С 1848 года учился в Петришуле, с 1853 — в Анненшуле.
В 1856 году поступил в Медико-хирургическую академию, где он увлёкся анатомией и изучал её под руководством профессора В. Л. Грубера. С 1861 года, по окончании академии с серебряной медалью, работал ассистентом в хирургической клинике профессора А. А. Китера.
В 1865 году получил степень доктора медицины за диссертацию «Об окончании продольных мышечных волокон прямой кишки у человека и некоторых животных». В 1868 году защитил диссертацию на степень доктора медицины и хирургии «Колотомия в левой поясничной области с анатомической точки зрения» и с 4 мая 1868 года состоял в должности прозектора Императорской медико-хирургической академии.
С 27 февраля 1869 года П. Ф. Лесгафт был экстраординарным профессором физиологической (нормальной) анатомии в Казанском университете. В этот период он поставил подготовку по анатомии для женщин-акушерок в Повивальном институте, открытом при университете. 
Из-за конфликта 21 октября 1871 года царским указом он был отстранён от должности без права преподавания и над ним был установлен негласный надзор. В знак протеста против этого семь профессоров университета подали в отставку; четверо из них были профессорами медицинского факультета: биохимик А. Я. Данилевский, гистолог А. Е. Голубев, терапевт П. И. Левитский, гигиенист А. И. Якобий, а также В. В. Марковников. 
Вернувшись в Петербург, Лесгафт, несмотря на временный запрет педагогической практики, по сообщению Охранного отделения читал «неразрешённые в установленном порядке лекции приходящим к нему на квартиру женщинам». 
После открытия первых Высших женских медицинских курсов, в 1872—1874 годах, Лесгафт преподавал анатомию на кафедре В. Л. Грубера. В это же время он посещал лекции М. М. Руднева по патологической анатомии. С этого времени начались его работы над созданием научных основ педагогической и лечебной гимнастики. С 1874 года он начал работать в Главном управлении военно-учебными заведениями, проводил занятия гимнастикой во 2-й Санкт-Петербургской военной гимназии. В течение двух лет он изучал организацию занятий гимнастикой в Европе, практику подготовки учителей гимнастики. Публикации П. Ф. Лесгафта по теории физического воспитания получили широкую известность и популярность и в сентябре 1877 года он получил разрешение на открытие при 2-й военной гимназии двухгодичных учебно-гимнастических курсов, где он читал лекции по анатомии, привлекая сведения из физиологии и руководил всеми практическими занятиями, включая гимнастику и фехтование.
В 1878 году был избран вторым прозектором в медицинской академии при профессоре В. Л. Грубере.
Только в 1884 году он смог вернуться к преподаванию анатомии приват-доцентом Петербургского университета; лекции по анатомии в университете он читал до 1897 года. В 1901 году П. Ф. Лесгафт высылался на год из Петербурга по мотивам политического характера.

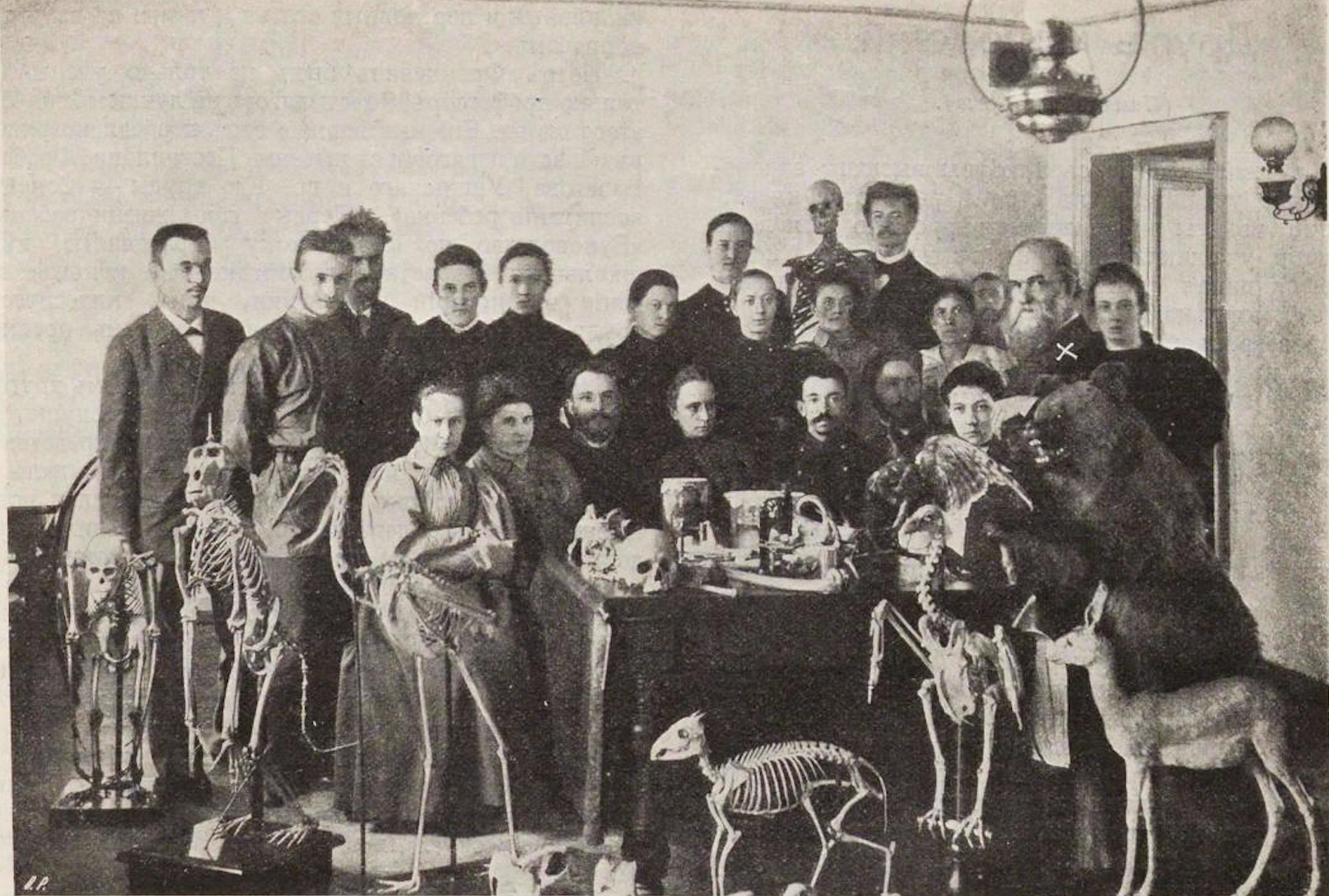
На лекции профессора Лесгафта (не позднее 1909 г.). Лесгафт в правой части фото, помечен крестом

В 1893 году, на пожертвованные Лесгафту деньги, он создал Санкт-Петербургскую биологическую лабораторию, при которой в 1896 году организовал Высшие научные курсы подготовки воспитательниц и руководительниц физического образования. В 1905 году курсы были закрыты правительством, а Лесгафт был уволен после студенческих выступлений, как неблагонадёжный. Закрытые курсы он преобразовал в Высшую вольную школу, открыв при ней вечерние курсы для рабочих. В 1907 году школа была закрыта правительством как организация неблагонадёжная в политическом отношении. После революции, в 1918 году школа возобновила работу как Естественно-научный институт имени П. Ф. Лесгафта.
Умер Лесгафт в Египте, возле Каира, 28 ноября (11 декабря) 1909 года; его останки были привезены в Петербург и там были преданы земле на Литераторских мостках.

## Семья
В 1863 году П.Ф. Лесгафт женился на Елизавете Андреевне Юргенс (1839—1904).
- Сын — Борис Петрович Лесгафт (1866—1944), выпускник Военно-медицинской академии (1890), военный врач, надворный советник.
  - Внук — Георгий (Юрий) Борисович Лесгафт (1892—1958), полковник артиллерии, участник Великой Отечественной войны, награжден орденами Красной Звезды, Красного Знамени (трижды), Отечественной войны (дважды), орденом Ленина, медалью «За оборону Ленинграда»[12].
  - Внук — Вадим Борисович Лесгафт (1894—1953). Окончил Морской корпус, произведен в мичманы 6 ноября 1914 года. В 1927 году выслан в Сибирь[13].
    - Правнук — Андрей Вадимович Лесгафт (род. 1918), участник Великой Отечественной войны[14], геолог.[15]

  - Внук — Андрей Борисович Лесгафт (1898—1976), морской офицер, эмигрант[16]. Работал бухгалтером в городе Тунис. Пожертвовал средства на строительство церкви Воскресения Христова в городе Тунис. В 1959 уехал в США и поселился в Колумбусе, штат Огайо. Работал библиотекарем. Погребен на муниципальном кладбище города Колумбуса, штат Огайо, США[17].

## Научные взгляды

### Семейное воспитание

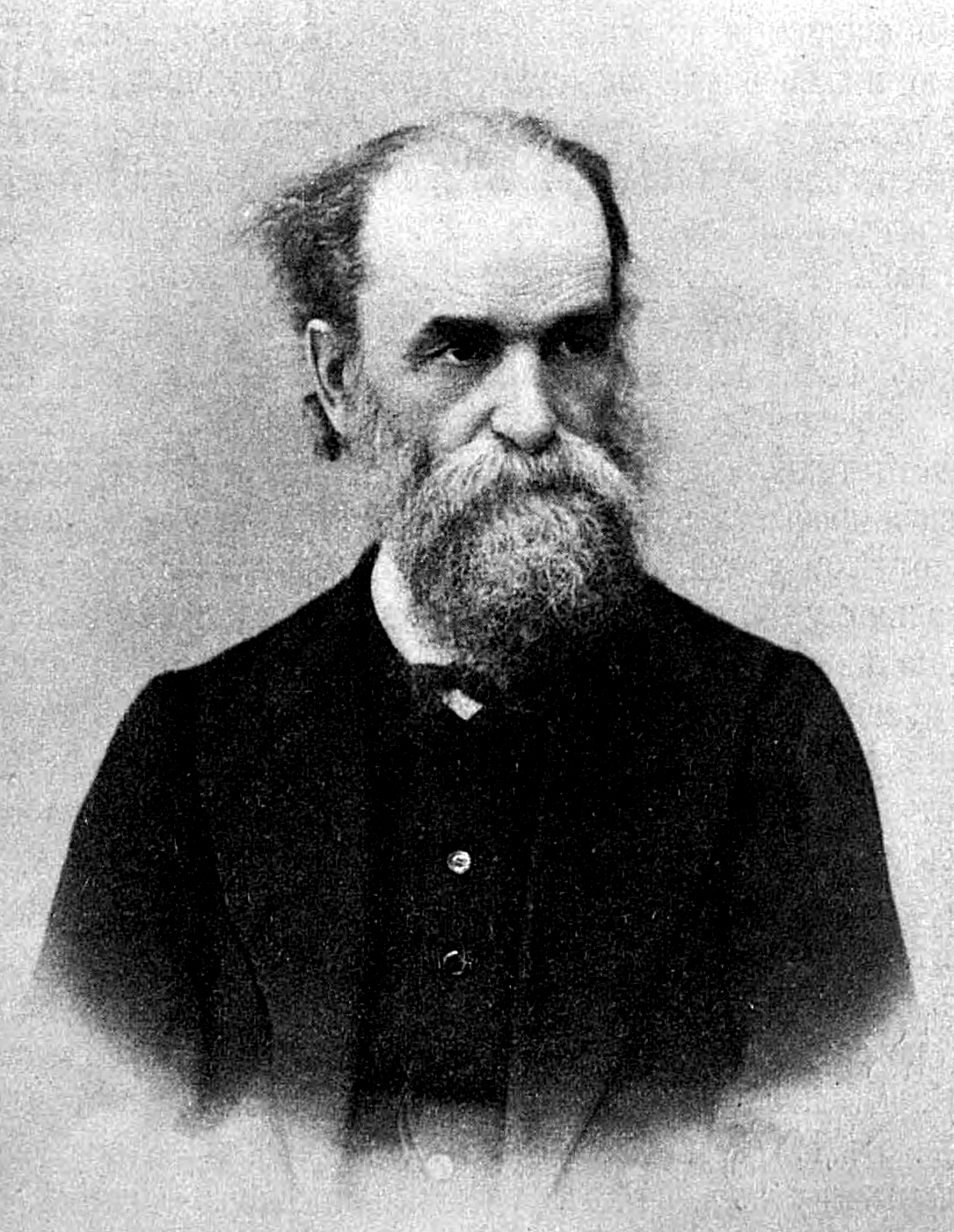
П. Ф. Лесгафт

Могила Лесгафта, Литераторские мостки, Санкт-Петербург

Памятник П. Ф. Лесгафту, стоящий у входа в Национальный государственный университет физической культуры, спорта и здоровья имени П. Ф. Лесгафта в Санкт-Петербурге

П. Ф. Лесгафт считал, что различные типы детей возникают, прежде всего, в условиях их семейной жизни и воспитания.
В книге «Семейное воспитание ребёнка и его значение» П. Ф. Лесгафт изложил научные основы семейного воспитания детей, он выдвинул перед родителями требование «щадить личность своего ребёнка», показал, как важно сочетание известной свободы деятельности детей (наблюдение деятельности взрослых, явлений окружающей жизни, выяснение связи между ними) и разумного руководства, любовь и внимания к их нуждам и потребностям со стороны родителей. П. Ф. Лесгафт особо выделял период семейного воспитания со дня рождения ребёнка до поступления в школу (до конца седьмого года), которому придавал весьма важное значение в развитии личности человека. «Во время семейного периода жизни ребёнка, — писал Лесгафт, — складывается его тип, усваиваются им обычаи и привычки данной местности и семьи, и поэтому этот период имеет большое влияние на жизнь человека и оставляет почти неизгладимый след на всём его будущем существовании».
П. Ф. Лесгафт видел главную задачу родителей в том, чтобы они создали в семье такие условия, которые позволили бы детям с раннего возраста свободно и гармонически развиваться, посильно участвовать в деятельности взрослых. Правильно поставленное семейное воспитание, по мнению Лесгафта, должно создать нормальный тип ребёнка, сохранить и развить ценнейшие его качества: впечатлительность ко всему окружающему, самодеятельность, отзывчивость, искренность, правдивость, интерес к познанию. Совершенно недопустимы телесные наказания детей. Они вредны с биологической, психологической и педагогической стороны. «Ребёнок, выросший под непрестанным применением их, представляет собой резкий и обособленный тип,— писал Лесгафт. — Характерными чертами его являются подозрительность, резкость и угловатость действий, замкнутость, тупая и медленная реакция на внешние впечатления, проявления мелкого самолюбия и резкие выходки, сменяющиеся полной апатией». Советуя создавать для детей необходимые условия, чтобы они могли «жить жизнью ребёнка», Лесгафт требовал от родителей и воспитателей строго обдуманных, последовательных действий, предусматривающих выработку у детей навыков сосредоточенности, дисциплинированности, доведения своего дела до конца, умения преодолевать препятствия и трудности при достижении поставленных целей.

### Физическое воспитание
Исходя из основного положения созданной им функциональной анатомии — о единстве формы и функции, — Лесгафт считал возможным воздействовать функцией, «направленным упражнением», на развитие органов человеческого тела и всего организма.
В основе педагогической системы П. Ф. Лесгафта лежит учение о единстве физического и духовного развития личности. Учёный рассматривал физические упражнения как средство не только физического, но и интеллектуального, нравственного и эстетического развития человека. При этом он постоянно подчёркивал важность разумного сочетания, взаимовлияния умственного и физического воспитания. «Необходимо, — писал П. Ф. Лесгафт, — чтобы умственное и физическое воспитание шли параллельно, иначе мы нарушим правильный ход развития в тех органах, которые останутся без упражнения». Так же, как и И. М. Сеченов, П. Ф. Лесгафт считал, что движения, физические упражнения являются средством развития познавательных возможностей школьников. Поэтому, по его мнению, «школа не может существовать без физического образования; физические упражнения должны быть непременно ежедневными, в полном соотношении с умственными занятиями».
Используя при этом термин «образование», П. Ф. Лесгафт понимал его шире, чем мы это делаем сегодня. По сути дела, образование у П. Ф. Лесгафта — это воспитание, формирование личности человека, а физическое образование — целенаправленное формирование организма и личности под воздействием как естественных, так и специально подобранных движений, физических упражнений, которые с возрастом постоянно усложняются, становятся напряжённее, требуют большой самостоятельности и волевых проявлений человека. Учебно-воспитательный процесс физического воспитания П. Ф. Лесгафт определял как объект социально-научного исследования, как часть созданной им общей теории физического образования.
Он считал важной целью физического образования умение сознательно управлять своими движениями, «приучаться наименьшим трудом в возможно меньший промежуток времени сознательно производить наибольшую работу или действовать изящно и энергично». Впервые в России П. Ф. Лесгафт научно обосновал необходимость использования методов слова и показа. Учитывая уровень преподавания гимнастики в гимназиях того времени, он не отрицал показ, но считал, что метод этот надо использовать, когда двигательное действие уже осознано занимающимися. Все ученики должны выполнять упражнения осознанно, а не механически. Это возможно при чётком и кратком объяснении упражнения.
Большое внимание П. Ф. Лесгафт обращал на содержание физического образования, на использование упражнений и игр как метода познания. Он классифицировал физические упражнения по четырём основным группам:
- простые упражнения в движениях головой, туловищем, конечностями и сложные упражнения с разновидностями движений и метаний;
- упражнения с увеличивающимися напряжениями при двигательных действиях с палками и гирями, при метании деревянных и железных шаров, прыжках, борьбе, лазании, удержании равновесия;
- упражнения, связанные с изучением пространственных и временных отношений при беге в заданном темпе, прыжках на определённое расстояние и метании в цель;
- систематические упражнения в процессе простых и сложных игр, плавания, бега на коньках и на лыжах, в походах, на экскурсиях и в единоборствах[21].

### Труды по анатомии
Главнейшие работы П. Ф. Лесгафта по анатомии:
- «О круговой мышце глаза»,
- «О некоторых мышцах и фасциях, окружающих мочеиспускательный канал»,
- «О нишей или собственно-глоточной сумке»,
- «Аномалии человека и относительная частота их»,
- «О причинах, влияющих на форму костей»,
- «Основы теоретической анатомии» (ч. I, 2-е изд., 1896; 1905),
- «Анатомия человека» (выпуски I и II, 1895 — немецкий перевод, Лейпциг, 1892) и
- ряд работ в «Известиях Санкт-Петербургской Биологической Лаборатории», «Мем. Санкт-Петербургской Академии Наук», «Anatom Anz.», 1901.

### Труды по антропологии и педагогике
Главные труды Лесгафта как специалиста по антропологии и по вопросам физического воспитания детей:
- «Об отношении анатомии к физическому воспитанию» (1876),
- «Задачи антропологии и метод её изучения»,
- «Семейное воспитание ребёнка» (ч. I и II, 5-е изд. 1906; ч. III, 1911),
- «Первые годы жизни ребёнка» («Известия Санкт-Петербургской Биологической Лаборатории», т. III, выпуски 3 и 4; т. V, выпуски 1 и 2; т. VII, вып. 1),
- «Период возмужалости» («Известия Санкт-Петербургской Биологической Лаборатории», т. II, выпуски 2 и 3),
- «Материалы для изучения школьного возраста»,
- «Руководство к физическому образованию детей школьного возраста» (СПб., 1901—1904, 3-е изд. 1912).

### Посмертные издания
Некоторые издания после 1917 года:
- Лесгафт П. Ф. Избранные труды по анатомии. — М., 1968.
- Лесгафт П. Ф. Избранные педагогические сочинения /сост. И. Н. Решетень. — М., 1990.
- Лесгафт П. Ф. Семейное воспитание ребёнка и его значение // Послесл. Е. С. Буха. — М.: Педагогика, 1991. — 174 с.
- Голощапов Б. Р. История физической культуры и спорта. — М.: Academia, 2002.
- Кун Л. Всеобщая история физической культуры и спорта / Пер. с венг.; Под общ. ред. В. В. Столбова. — М., 1982.
- Пономарёв Н. И. Возникновение и первоначальное развитие физического воспитания. — М., 1970.
- Советская система физического воспитания / Гл. ред. Г. И. Кукушкин. — М., 1975.

## Известные цитаты
- «Необходимо помнить, что нельзя ребёнка сделать человеком, а можно только этому содействовать и не мешать, чтобы он сам в себе выработал человека. Необходимо, чтобы он выработал идейного человека и стремился бы в жизни руководствоваться идеалом»[23].
- «Предупреждая все требования и постоянно направляя ребёнка во всех его действиях и размышлениях, всегда делают его негодным к жизни; такие дети становятся разве только исполнительными, но, к сожалению, очень эгоистичными и самоуверенными»[24].
- «Всё, что упражняется, развивается и совершенствуется, что не упражняется — распадается»[25].
- «Это ужасно развращающий обычай — делать детям подарки. Дети невольно приучаются оценивать людей по качеству приношений, и не редкость услышать рассуждение ребенка о том, что «это хорошая тетя — она всегда что‑нибудь привозит», и наоборот»[26].

## Награды
- орден Св. Станислава 3-й степени (1867)

## Память
- Национальный государственный университет физической культуры, спорта и здоровья имени П. Ф. Лесгафта, Санкт-Петербург. Перед главным зданием установлен памятник.
- Естественно-научный институт имени П. Ф. Лесгафта (до 1957).
- Музей функциональной морфологии человека и животных имени Лесгафта (Санкт-Петербург).
- В честь Лесгафта названа ведомственная медаль Министерства спорта Российской Федерации. Медалью Петра Лесгафта награждаются граждане Российской Федерации за большой личный вклад в развитие спортивной науки и образования, как правило, имеющие стаж работы в сфере физической культуры и спорта не менее 10 лет.
- Улица Лесгафта, бывшая Муратовская, находится в Вахитовском районе Казани.